# Liste des phares du Chili
Cette liste recense les phares du Chili, dont les côtes sont particulièrement longues et dangereuses. En effet, le Chili compte au moins 5 000 îles rocheuses. La signalisation maritime est effectuée par le Servicio de Señalización Marítima au sein du Service hydrographique et océanographique de la marine chilienne dépendant de la Marine chilienne.

## Liste des phares du Chili, organisée par latitude du Nord au Sud

### Région d'Arica et Parinacota
| Nom                               | Lieu                       | Mise en service | Image |
| --------------------------------- | -------------------------- | --------------- | ----- |
| Phare Concordia                   | Arica (Frontière du Pérou) | 1972-           |       |
| Phare d'Arica                     | port d'Arica               | ?               |       |
| Phare de la péninsule du Scorpion | port d'Arica               | 1913            |       |

### Région de Tarapacá
| Nom                             | Lieu               | Mise en service | Image |
| ------------------------------- | ------------------ | --------------- | ----- |
| Phare Molo de Abrigo de Iquique | Iquique            | 1932            |       |
| Phare de la péninsule Serrano   | Iquique            | 1878-           |       |
| Phare de Punta Gruesa           | province d'Iquique | 1947            |       |

### Région d'Antofagasta
| Nom                       | Lieu               | Mise en service | Image |
| ------------------------- | ------------------ | --------------- | ----- |
| Phare de Punta Angamos    | Punta Angamos      | ?               |       |
| Phare de Punta Tetas      | Punta Tetas        | ?               |       |
| Phare d'Antofagasta (est) | port d'Antofagasta | ?               |       |
| Phare d'Antofagasta (sud) | port d'Antofagasta | 1934            |       |

### Région d'Atacama
| Nom                          | Lieu                            | Mise en service | Image |
| ---------------------------- | ------------------------------- | --------------- | ----- |
| Phare Monumental de Chañaral | Chañaral Province de Chañaral   | 1868-           |       |
| Phare de Punta Caldera       | Caldera Province de Copiapó     | 2000-           |       |
| Phare de Huasco              | Huasco Province de Huasco       | 1996-           |       |
| Phare de l'île Chañaral      | île Chañaral Province de Huasco | 1897-           |       |

### Région de Coquimbo
| Nom                        | Lieu                                       | Mise en service | Image |
| -------------------------- | ------------------------------------------ | --------------- | ----- |
| Phare de Punta Mostacilla  | LaHiguera Province d'Elqui                 | ?               |       |
| Phare Monumental La Serena | La Serena Province d'Elqui                 | 1950-           |       |
| Phare de Punta Tortuga     | Coquimbo Province d'Elqui                  | 1886-           |       |
| Phare de Punta de Tablas   | Los Vilos Province de Choapa               | ?               |       |
| Phare de Isla Huevos       | Isla Huevos - Los Vilos Province de Choapa | 1901-           |       |

### Région de Valparaíso
| Nom                       | Lieu                                             | Mise en service | Image |
| ------------------------- | ------------------------------------------------ | --------------- | ----- |
| Phare de Los Molles       | Quintero Province de Valparaíso                  | 1944            |       |
| Phare de Punta Concón     | Concón Province de Valparaíso                    | n/d             |       |
| Phare de Punta Condell    | Viña del Mar Province de Valparaíso              | 1987            |       |
| Phare de Punta Ángeles    | port de Valparaíso                               | 1838            |       |
| Phare de Punta Duprat     | port de Valparaíso                               | 1980            |       |
| Phare de Punta Curaumilla | Baie de Laguna Verde (es) Province de Valparaíso | 1983            |       |
| Phare de Punta Panul      | San Antonio (Province de San Antonio             | 1924            |       |

### Région du Libertador General Bernardo O'Higgins
| Nom                      | Lieu                               | Mise en service | Image |
| ------------------------ | ---------------------------------- | --------------- | ----- |
| Phare de Punta Topocalma | La Estrella Province Cardenal Caro | n/d             |       |

### Région du Maule
| Nom                    | Lieu                         | Mise en service | Image |
| ---------------------- | ---------------------------- | --------------- | ----- |
| Phare de Trilco        | Vichuquén Province de Curicó | 2006            |       |
| Phare de Cabo Carranza | Province de Cauquenes        | 2006            |       |

### Région du Biobío
| Nom                        | Lieu                                      | Mise en service | Image |
| -------------------------- | ----------------------------------------- | --------------- | ----- |
| Phare de Quiriquina        | Île Quiriquina Province de Concepción     | 1905            |       |
| Phare de Punta Tumbes      | Talcahuano Province de Concepción         | 1913            |       |
| Phare de Punta Hualpén     | Hualpén Province de Concepción            | 1914            |       |
| Phare de Punta Lutrin      | Lota Province de Concepción               | 1894            |       |
| Phare de l'île Santa María | Île Santa María (Chili) Province d'Arauco | 1887            |       |
| Phare de l'île Mocha       | Île Mocha Province d'Arauco               | 1894            |       |

### Région des Fleuves
| Nom                   | Lieu                                   | Mise en service | Image |
| --------------------- | -------------------------------------- | --------------- | ----- |
| Phare Morro Niebla    | Niebla (Chili) Province de Valdivia    | 1900            |       |
| Phare de Punta Galera | Punta Galera (en) Province de Valdivia | 1876            |       |

### Région des Lacs
| Nom                   | Lieu                             | Mise en service | Image |
| --------------------- | -------------------------------- | --------------- | ----- |
| Phare de l'île Tabón  | Île Tabón Province de Llanquihue | n/d             |       |
| Phare de Punta Chulao | Chaitén Province de Palena       | n/d             |       |
| Phare de l'île Guafo  | Île Guafo Province de Chiloé     | 1907            |       |
| Phare de Punta Corona | Ancud Province de Chiloé         | 1859            |       |

### Région d'Aysén del General Carlos Ibáñez del Campo
| Nom                    | Lieu                                      | Mise en service | Image |
| ---------------------- | ----------------------------------------- | --------------- | ----- |
| Phare du cap Raper     | Péninsule de Tres Montes Province d'Aysén | 1914-           |       |
| Phare de l'île Auchilú | Canal de Darwin Province d'Aysén          | n/d             |       |

### Région de Magallanes et de l'Antarctique chilien
| Nom                          | Lieu                                                   | Mise en service | Image |
| ---------------------------- | ------------------------------------------------------ | --------------- | ----- |
| Phare Evangelistas           | Îlots Evangelistas Détroit de Magellan                 | 1896-           |       |
| Phare Bahía Félix            | Île Tamar Détroit de Magellan                          | 1907            |       |
| Phare des îlots Fairway      | Îlots Fairway (Canal Smyth) Détroit de Magellan        | 1920            |       |
| Phare San Isidro             | Péninsule de Brunswick                                 | 1904            |       |
| Phare de Punta Santa Ana     | Péninsule de Brunswick                                 | 1944            |       |
| Phare de la baie de Porvenir | Porvenir Grande île de la Terre de Feu                 | 1928            |       |
| Phare de l'île Magdalena     | Île Magdalena Détroit de Magellan                      | 1902            |       |
| phare de Punta Delgada       | Détroit de Magellan Province de Magallanes             | 1898            |       |
| phare du cap Possession      | Détroit de Magellan Province de Magallanes             | 1900-           |       |
| Phare de la pointe Dungeness | Détroit de Magellan Province de Magallanes             | 1899            |       |
| Phare du cap du Saint-Esprit | Grande île de la Terre de Feu Province de Terre de Feu | 1968-           |       |
| Grand phare du cap Horn      | Ile Horn Province de l'Antarctique chilien             | 1991-           |       |
| Petit phare du cap Horn      | Ile Horn Province de l'Antarctique chilien             | 1962-           |       |
| Phare des îles Diego Ramirez | Îles Diego Ramirez Province de l'Antarctique chilien   | n/d             |       |

### Océan Pacifique
| Nom                            | Lieu                                           | Mise en service | Image |
| ------------------------------ | ---------------------------------------------- | --------------- | ----- |
| Phare de l'île San Félix       | Îles Desventuradas Province de Valparaíso      | n/d             |       |
| Phare de l'île Robinson Crusoe | Archipel Juan Fernández Province de Valparaíso | n/d             |       |
| Phare de l'île Sala y Gomez    | Île Sala y Gómez Province de l'Île de Pâques   | 1994            |       |
| Phares de l'île de Pâques      | Île de Pâques Province de l'Île de Pâques      | n/d             |       |

### Antarctique
| Nom                                               | Lieu                                                  | Mise en service | Image |
| ------------------------------------------------- | ----------------------------------------------------- | --------------- | ----- |
| Phare d'Ardley                                    | Île Ardley Territoire chilien de l'Antarctique        | n/d             |       |
| Phare de la Base Presidente Eduardo Frei Montalva | Île du Roi-George Territoire chilien de l'Antarctique | n/d             |       |
| Phare de Punta Prat                               | Île Robert Territoire chilien de l'Antarctique        | n/d             |       |
| Phare de Py Point                                 | Île Doumer Territoire chilien de l'Antarctique        | n/d             |       |